# Arena Corinthians
Arena Corinthians este un stadion de fotbal din São Paulo, Brazilia, deținut, operat și utilizat de clubul Sport Club Corinthians Paulista. Cu o capacitate de 46.116 locuri Arena Corinthians este al 5-lea stadion ca mărime din campionatul brazilian și al 11-lea din Brazilia.
Stadionul a găzduit 6 meciuri la Campionatul Mondial de Fotbal 2014, inclusiv meciul de deschidere. Datorită cererii de cel puțin 65.000 de tichete pentru meciul de deschidere de la Campionatul Mondial, circa 21.000 de scaune temporare au fost adăugate pe stadion pe durata turneului. Pe durata Campionatului Mondial de Fotbal, stadionul a fost cunoscut drept Arena de São Paulo.
În 2016, un scandal major a apărut, dezvăluind adevărul despre construcția stadionului. Emílio Odebrecht a declarat în câștigarea acord tipoff că stadionul a fost construit doar pentru că fostul președinte Lula așa-numitele, iar stadionul a fost construit ca un „cadou“ pentru el, ca Odebrecht foarte mult îmbogățit în timpul mandatelor Lula și Dilma. Guvernele sub PT, 2003-2015, cifra de afaceri a grupului Odebrecht a sărit 17-132 miliarde de euro.

## Campionatul Mondial de Fotbal 2014
| Data          | Ora (UTC-3) | Echipa #1     | Rezultat               | Echipa #2     | Runda            | Spectatori |
| ------------- | ----------- | ------------- | ---------------------- | ------------- | ---------------- | ---------- |
| 12 iunie 2014 | 17:00       | Brazilia      | 3–1                    | Croația       | Grupa A          | 62.103     |
| 19 iunie 2014 | 16:00       | Uruguay       | 2–1                    | Anglia        | Grupa D          | 62.575     |
| 23 iunie 2014 | 13:00       | Țările de Jos | 2–0                    | Chile         | Grupa B          | 62.996     |
| 26 iunie 2014 | 17:00       | Coreea de Sud | 0–1                    | Belgia        | Grupa H          | 61.397     |
| 1 iulie 2014  | 13:00       | Argentina     | 1–0 (d.p.)             | Elveția       | Optimi de finală | 63.255     |
| 9 iulie 2014  | 17:00       | Argentina     | 0–0 (d.p.) (pen.: 4–2) | Țările de Jos | Semifinale       | 63.267     |